# Sphiggurus melanurus
El puercoespín enano peludo de cola negra (Sphiggurus melanurus) es una especie de roedor de la familia Erethizontidae.

## Distribución geográfica
Se encuentra en Brasil, Colombia, Ecuador, Guayana Francesa, Guayana, Surinam y Venezuela.